# Jack Lemmon
John Uhler „Jack“ Lemmon III (8. února 1925 Newton, Massachusetts – 27. června 2001 Los Angeles, Kalifornie) byl americký herec. Byl dvojnásobným držitelem ceny Americké filmové akademie Oscar z celkového počtu osmi nominací a šestinásobným držitelem Zlatého glóbu z celkového počtu 22 nominací. Jeho syn Chris Lemmon je také hercem.

## Životopis
Od mládí hrál na klavír a se svým otcem hrál ochotnické divadlo. Během 2. světové války sloužil u Amerického námořnictva, po skončení války úspěšně vystudoval Harvardovu univerzitu. Po jejím absolutoriu začínal jako barový pianista, od roku 1948 hrál různé drobné a epizodní role v rozhlase a v televizních sitcomech. Od roku 1954 hrál v divadle na Broadwayi. Zde si jej povšimli hledači talentů z Hollywoodu. Po několika komediích se dostavil první úspěch v roce 1955, kdy získal prvního Oscara.
Šlo o komediálního herce s velkým citem pro situační komiku a tragikomické situace. V roce 1959 hrál po boku Marilyn Monroe ve snímku Někdo to rád horké režiséra Billyho Wildera, což mu vyneslo další nominaci na Oscara. Se Shirley MacLaine hrál v komedii Irma La Douce (1963).  Účinkoval i ve snímku Nebožtíci přejí lásce (v originále Avanti!) stejného režiséra. Zde byla jeho hereckou kolegyní Juliet Mills.
Od šedesátých let 20. století často hrával s Walterem Matthauem, s nímž vytvořil komickou dvojici.